# Manolita de Anduaga

Artikel i tidningen Kalmar den 19 juni 1912.

Manolita de Anduaga, född 4 augusti 1875 i Stockholm, död 23 mars 1968 i Rom, var en svensk konsertpianist och tonsättare.
Manolita de Anduaga var dotter till den spanske diplomaten Frederico (Frederique) José Raymundo de Anduaga y Luna (1841–1877) och Hedvig Kristina Thyselius (född 1849) samt dotterdotter till statsministern Carl Johan Thyselius. Hon var gift tre gånger, mellan 1898 och 1906 med reservunderlöjtnanten och gymnastikdirektören Ivar Enoch Forssling (född 1867), till 1912 med den italienske konstnären Luigi Rosetti (som dramatiskt begick självmord inför rätten vid skilsmässoförhandlingarna) , samt med cellisten och musikskribenten Otello Andolfi (född 1887). 
Manolita de Anduaga studerade piano för bland andra Richard Andersson. Hon framträdde som konsertpianist och tonsättare under alla sina namn Anduaga-Forssling, Anduago-Rosetti  och Anduago-Andolfi.

## Verk
För röst och piano
- Berceuse, opus 3. Komponerad 26 december 1892 i Stockholm.[9]
- Canzonetta Frascatana (1911) med text skriven av Parole di M. S.. verket trycktes i Damernas Musikblad 1911 nummer 11–12.[10]
- Det er Sommerkveld som da (Wieder Sommerabend lacht) med text hämtad ur Nils Collett Vogts dikt Fra vaar til Höst. Verket är tillägnat Anduagas mor och gavs ut på Abraham Lundquists förlag som nummer 3562.[11]
- I Parken (Im Park) med text av Carl Busse. Verket är tillägnad Christine Nilsson Comtesse de Casa Miranda, utgiven på Abraham Lundquists förlag som nummer 4320.[12]
- Og der gik Dage, Es gingen Tage text: Nils Collett Vogt, tillägnad Nils Collett Vogt, utgiven på Abraham Lundquists förlag
- Traurig sind meine Lieder, Sorgligt min sång nu klingar, tillägnad Teresa Carreño, utgiven på Abraham Lundquists förlag